# Ivan Franko
Ivan Jakovič Franko (ukr. Іван Якович Франко – Ivan Jakovyč Franko); (Nagujevyči, 27. kolovoz 1856. – Lavov, 28. lipanj 1916.); je ukrajinski pjesnik, pisac, socijalni i literarni kritičar, novinar, ekonomist i politički aktivist. Pripadao je radikalnoj političkoj struji te je bio jedan od osnivača socijalističkog pokreta zapadne Ukrajine. 
Preveo je na ukrajinski jezik niz djela poznatih svjetskih autora poput Williama Shakespearea, Lorda Byrona, Victora Huga i drugih. Zajedno s Tarasom Ševčenkom, imao je ogroman utjecaj na modernu ukrajinsku literaturu i neovisnu političku misao u Ukrajini. 
Nekoliko članova iz Frankove obitelji bilo je prisiljeno napustiti Ukrajinu i preseliti u SAD i Kanadu. Njegov pranećak Jurij Šimko (eng. Yuri Shymko), danas je kanadski političar i aktivist za zaštitu ljudskih prava u Torontu. Jurij je tijekom 1980-ih bio izabran u kanadski parlament.

## Životopis
Ivan Franko je završio srednju školu u Drohobyčkoj gimnaziji 1875. godine, a nakon toga je nastavio svoje školovanje na Lavovskom sveučilištu, gdje je studirao klasičnu filozofiju i ukrajinski jezik i literaturu. Na istom sveučilištu u Lavovu je upoznao uglednog ukrajinskog aktivista Mihajla Drahomanova s kojim je započeo graditi dužu političku i literarnu aktivnost proukrajinske orijentacije socijalnih obilježja. 
Frankova pisanja socijalnog karaktera su ga dovela do uhićenja 1877. godine, zajedno s njegovim kolegama Mihajlom Pavlikom i Ostapom Terleckim. Njegovo pritvaranje ga je potkanulo da još intenzivnije zastupa svoja socijalistička stajališta i stvara niz nepoželjnih literarnih djela političkog karaktera što je dovelo do novih uhićenja i konačnog izbacivanja s Lavovskog sveučilišta. 
Ivan Franko je tijekom svog života surađivao s nizom uglednih ukrajinskih i stranih intelektualaca. Potkraj života boravio je na liječenju u Lipiku gdje mu je u 2011. godini otkriven spomenik na inicijativu Veleposlanstva Ukrajine u Republici Hrvatskoj.

## Vanjske poveznice
- Svečano otvorenje spomenika Ivanu Franku u Lipiku  Arhivirana inačica izvorne stranice od 5. ožujka 2016. (Wayback Machine)
- Spomenik Ivanu Franku otkrili predsjednici parlamenata  Arhivirana inačica izvorne stranice od 14. svibnja 2011. (Wayback Machine)
- Article on Ivan Franko from the Encyclopedia of Ukraine
- Ivan Franko Lviv State University  Arhivirana inačica izvorne stranice od 15. ožujka 2022. (Wayback Machine)
- Harvard Ukrainian Research Institute  Arhivirana inačica izvorne stranice od 6. lipnja 2009. (Wayback Machine)